# Ollantaytambo (distrito)
O distrito peruano de Ollantaytambo  é um dos 7 distritos da Província de Urubamba, situase no Departamento de Cusco, perteneciente a Departamento de Cusco, Peru.

## Transporte
O distrito de Ollantaytambo é servido pela seguinte rodovia:
- CU-110, que liga o distrito à cidade de Anta
- CU-106, que liga o distrito à cidade de Ocobamba
- PE-28B, que liga o distrito de Lucre (Cusco) à cidade de Ayna (Ayacucho) [1][2][3]